# فينس مارتينو
فينس مارتينو (بالإنجليزية: Vince Martino)‏ هو مدرب رياضي أمريكي، ولد في 19 مارس 1947 في سكنيكتادي في الولايات المتحدة.